# Tocchi
Tocchi ist ein Ortsteil (Fraktion, italienisch frazione) von Monticiano in der Provinz Siena, Region Toskana in Italien.

## Geografie
Der Ort liegt ca. 7 km östlich des Hauptortes Monticiano, ca. 25 km südwestlich der Provinzhauptstadt Siena und ca. 70 km südlich der Regionshauptstadt Florenz. Die nächstgelegenen Nachbarorte sind Iesa und San Lorenzo a Merse, beide ebenfalls Ortsteile von Monticiano. Der Ort liegt in der Hügelkette Colline Metallifere und im Mersetal (Val di Merse) bei 383 m und hat ca. 30 Einwohner. Weiter ca. 10 Einwohner bewohnen das Castello. Ca. 2 km östlich des Ortes fließt der Fluss Merse, der hier die Grenze zur Gemeinde Murlo darstellt.

## Geschichte
Erstmals erwähnt wurde der Ort von Papst Alexander III. in einem Dokument vom 23. April 1179 an den Bischof von Volterra, Ugone, indem der Ort als östlichster Ort der Diözese benannt wird. Erwähnt wird der Ort als Toclae Castrum. Dies wurde 1187 von Papst Urban III. bestätigt. Im Jahr 1202 wird Tocchi als Castrum de Tocchi im Besitz der Ardengheschi (aus Civitella) erwähnt und unterstand der Regierung von Siena, die bis 1271 einen Podestà im Ort hielt. Danach herrschte die seneser Familie der Tolomei, die den Ort von den Brüdern Naddo und Cione di Ranuccio Tolomei verwalten ließ. 1390 wurde Tocchi von Florenz belagert und eingenommen und dann an die Familie der Malavolti gegeben. Bereits ein Jahr später besetzte Siena den Ort und zerstörte die Befestigungsanlagen. Die Ruinenteile und Teile der alten Stadtmauern wurden dann für die heute noch vorhandenen Häuser verwendet. Bis 1821 war noch eine bereits 1171 erwähnte Kirche innerhalb des Castello dokumentiert, die nahe dem Eingangstor gelegen haben soll. Von ihr sind heute keine Reste mehr zu erkennen.

## Sehenswürdigkeiten

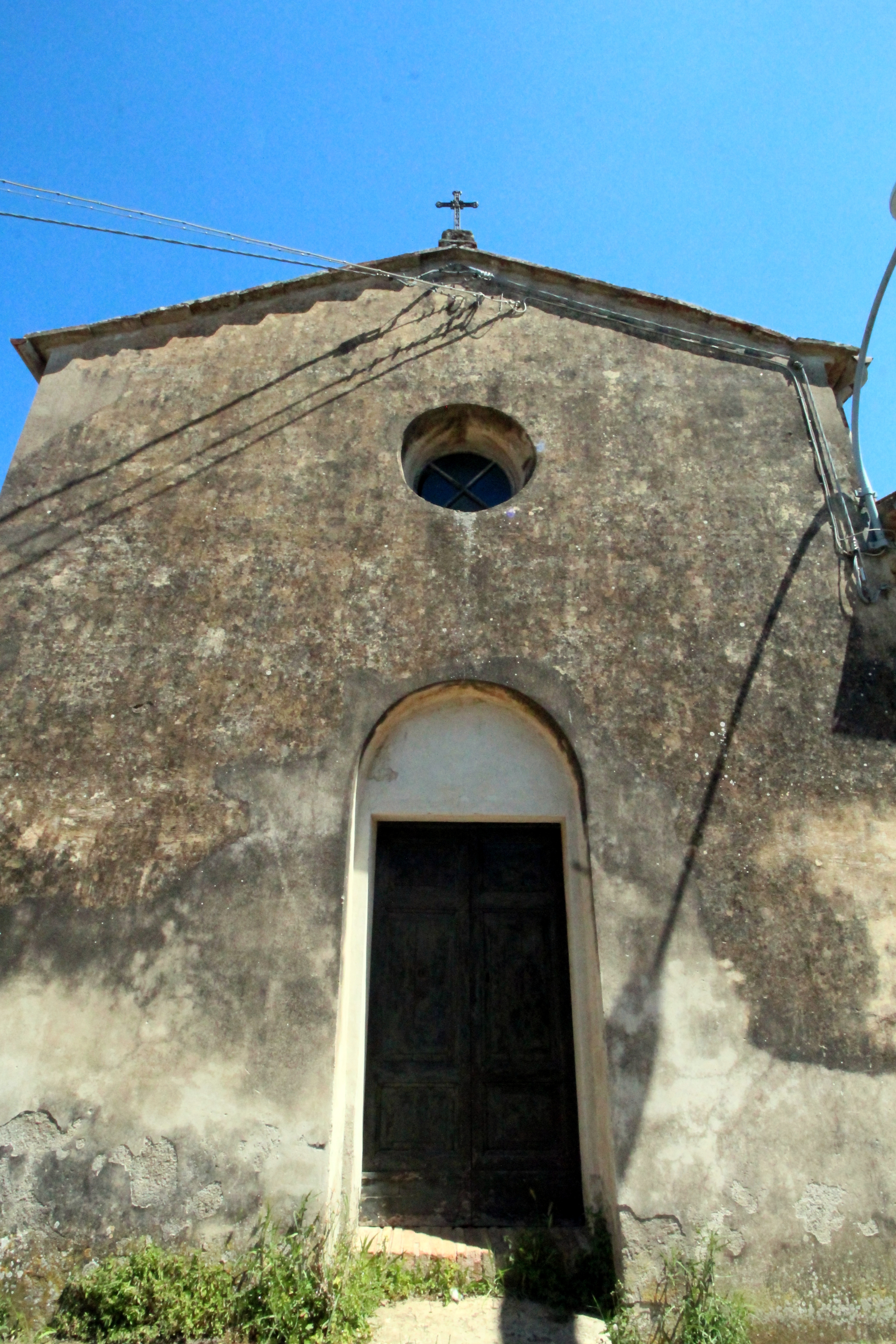
Fassade der Pieve Santa Maria Assunta in Tocchi

- Pieve di Santa Maria Assunta, Pieve am Ortsrand von Tocchi. Entstand im 11. Jahrhundert, die heutige Form erhielt die Kirche im 16. Jahrhundert. 1911 wurde die Kirche restauriert. Die linksseitige Kapelle enthält eine Madonna col Bambino aus dem späten 17. Jahrhundert. In einem Nebenraum wurden Fresken aus dem 14. Jahrhundert entdeckt, diese wurden 1922 restauriert.[5]
- Lapide ai caduti di Tocchi, Gedenktafel an die beiden Weltkriege. Entstand 1949.[6]
- Chiesa della Natività di Maria, auch Chiesa del Castello di Tocchi genannt, Kirche kurz vor dem Castello di Tocchi. In der Kirche sind zwei Gedenktafeln angebracht. Die Erste wurde nach der Pest von 1630 angebracht, als der Ort von der Pest verschont wurde, die Zweite erinnert an die Restaurierung der Kirche durch die Familie Rosi im Jahr 1858. Die Nische über dem Altar enthält als zentrales Wandgemälde eine Madonna col Bambino tra Santa Lucia e un Santo Re. Linksseitig ist ein San Rocco gemalt, die rechte Seite gehört dem Sant’Antonio Abate.[5]
- Castello di Tocchi, ehemalige Burg ca. 2 km südöstlich von Tocchi, die bei 329 m[2] liegt. Die Burg wurde 1391 zerstört, aus den Resten entstanden die heutigen Häuser.[3]
- Cappella del Cristo auch Il Cristo genannt, Kapelle kurz nördlich von Tocchi. Entstand im 19. Jahrhundert[5] und gehörte zunächst zur Kirche San Michele Arcangelo a Iesa.[7]

## Verkehr
Der Ort hat eine Anschlussstelle (Tocchi) an der Strada Statale 223 di Paganico. Tocchi liegt ca. 3 km südwestlich der Straße.

## Bilder

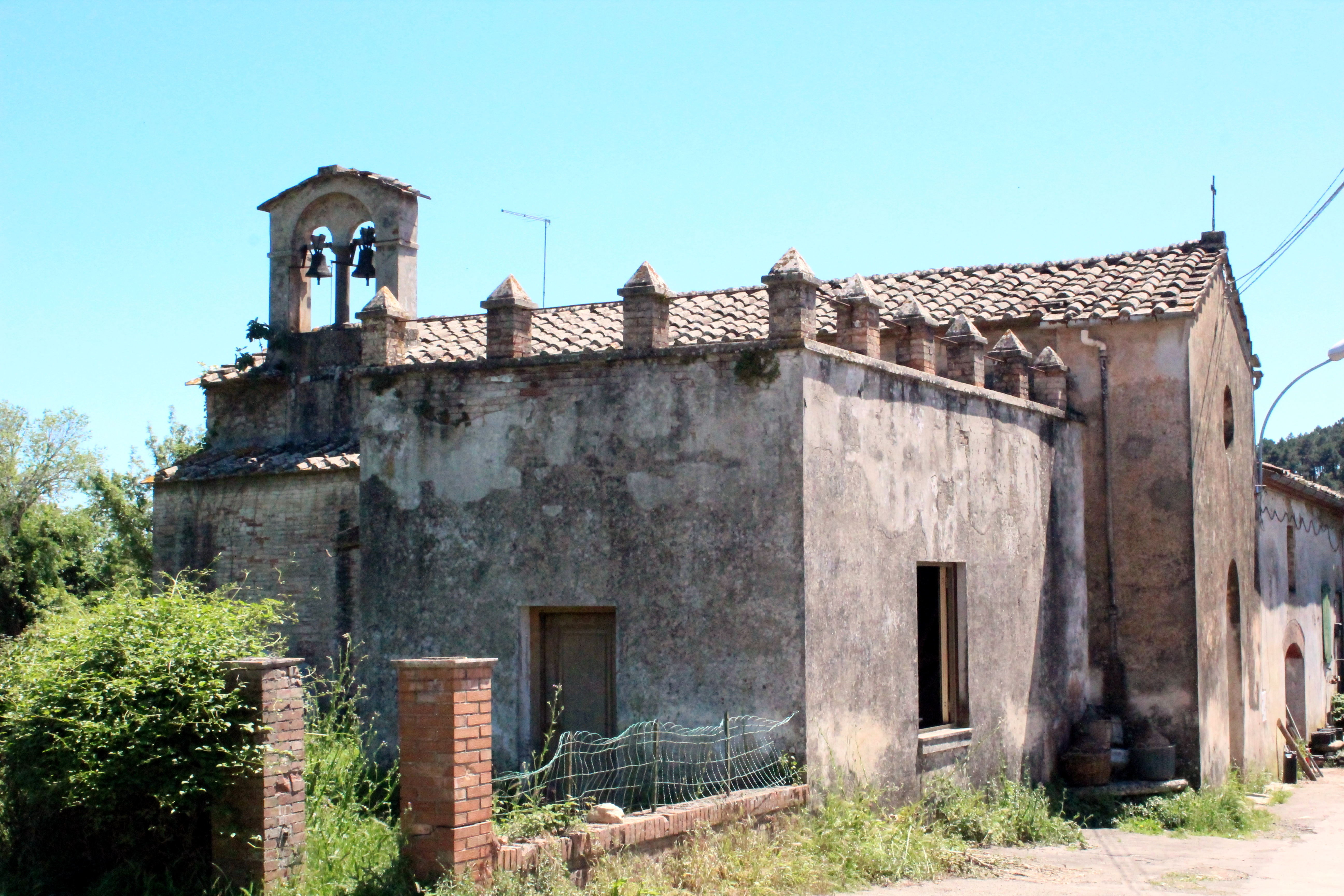
Pieve di Santa Maria Assunta in Tocchi
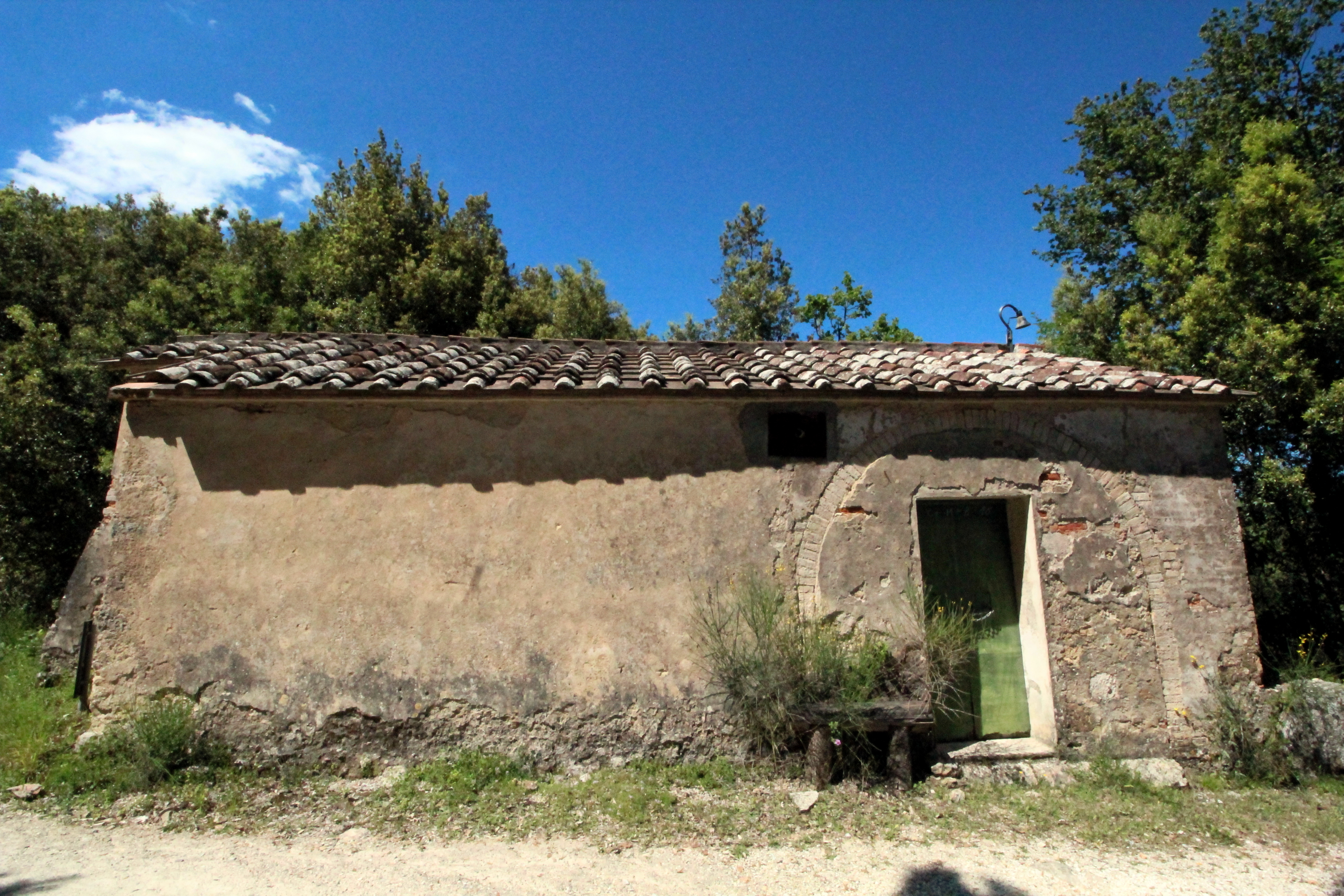
Chiesa della Natività di Maria (Chiesa del Castello di Tocchi)
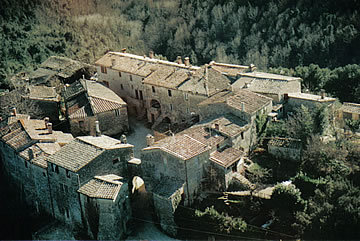
Luftbild des Castello di Tocchi
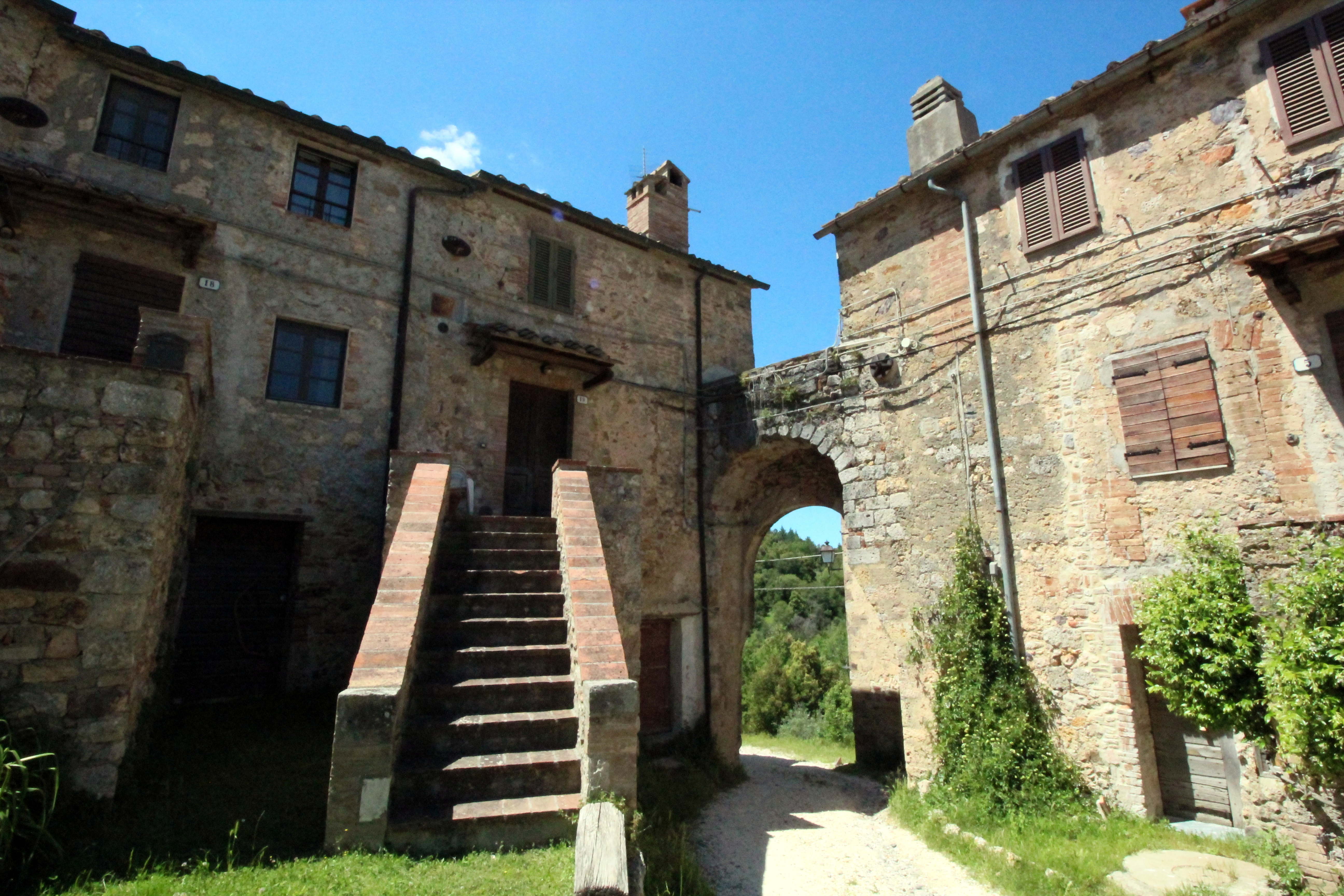
Innenseite des Eingangstores des Castello di Tocchi